# Arbeiterheim Ottakring
Das Arbeiterheim Ottakring in Wien wurde von 1905 bis 1907 von der Ottakringer Parteiorganisation der Sozialdemokratischen Arbeiterpartei Österreichs (SDAP) errichtet. 
Es fungierte bis zu seiner Zerstörung im Februaraufstand 1934 als wichtiges Veranstaltungs- und Kulturzentrum des 16. Wiener Gemeindebezirks Ottakring. Der Gebäudekomplex in der Kreitnergasse 29–33 enthielt neben Büro- und Versammlungsräumlichkeiten auch einen großen Theatersaal für 1500 Personen sowie 40 Wohnungen. Finanziert wurde der Bau im Wesentlichen durch einen Kredit der Ottakringer Brauerei, die dafür das Monopol des Bierausschanks in der Gaststätte des Veranstaltungszentrums erhielt. Aufgrund eines Konflikts zwischen den Arbeitern und des Baumeisters kam es während der Bauarbeiten zu einem Streik, der vom späteren ÖGB-Präsidenten Johann Böhm angeführt wurde. 
In der Nacht vom 12. zum 13. Februar 1934 wurde das Arbeiterheim Ottakring, ein Symbolbauwerk der oppositionellen Sozialdemokratie, von Polizei- und Militäreinheiten angegriffen und weitgehend zerstört. In der Folge veranlasste das Regime des Austrofaschismus die rasche Abtragung des Gebäudekomplexes und die Errichtung eines 1936 fertiggestellten Wohnhauses durch die Wiener Städtische Versicherung.